# Divšići
Divšići is een plaats in de gemeente Marčana in de Kroatische provincie Istrië. De plaats telt 187 inwoners (2001).